# マトラ・MS11
マトラ・MS11 (Matra MS11) は、マトラが1968年のF1世界選手権に投入したフォーミュラ1カー。

## 開発
MS11はF2マシンとして成功したMS7の発展型として開発された。マトラは2台目のF1カーとして12気筒エンジンを搭載したMS11を、ティレル用に製作されたマトラ・MS10と並行して開発した。MS11はワークスチームによって使用された。コスワース DFVを搭載し、ジャッキー・スチュワートがドライバーズランキングで2位になった姉妹車のMS10と比較すると、成功作とは言えなかった。
バンク角60度のV型12気筒エンジンは、ほぼ390PSを発揮したが、MS10に搭載されたコスワースのV型8気筒エンジンより出力で劣っていた。6本の排気管は盛大なノイズを生じ、MS11は当時のフォーミュラ1カーの中でも最も騒音の大きなマシンであった。エンジンには荷重支持部はなかったため、コックピット後方に補強材として統合された。これは、重量の増加を引き起こし、MS11はMS10よりもはるかに重いマシンであった。

## レース戦績
MS11はジャン＝ピエール・ベルトワーズが独占的に使用し、シーズン後半に製作された2台目をアンリ・ペスカロロがドライブした。デビュー戦はモナコグランプリで、ベルトワーズはアクシデントのため11周でリタイアした。ベルギーグランプリでは8位となった。オランダグランプリではスチュワートに次ぐ2位となり、ファステストラップも記録、マトラの1-2フィニッシュとなった。これがMS11の最高位となった。イタリアグランプリでは5位となっている。シーズン後半に2台目のMS11が完成し、アンリ・ペスカロロがドライブした。マトラのワークス活動は1年で終了し、1969年シーズンはコスワースDFVを搭載したMS80の開発に集中した。ティレルはMS80でドライバーおよびコンストラクターズタイトルを獲得することとなる。
ギャラリー
- マトラ・MS11、2012年
- ジャン＝ピエール・ベルトワーズ（前）とジャッキー・スチュワート（後）、1968年オランダグランプリ。
- ジャン＝ピエール・ベルトワーズがドライブするMS11、1968年ドイツグランプリ。
- マトラ V12エンジン

## F1における全成績
(key) （太字はポールポジション、斜体はファステストラップ）
| 年      | チームs | ドライバー                     | 1   | 2   | 3   | 4   | 5   | 6   | 7   | 8   | 9   | 10  | 11  | 12  | ポイント | 順位 |
| ------- | ------- | ------------------------------ | --- | --- | --- | --- | --- | --- | --- | --- | --- | --- | --- | --- | -------- | ---- |
| 1968年  | マトラ  |                                | RSA | ESP | MON | BEL | NED | FRA | GBR | GER | ITA | CAN | USA | MEX | 8        | 9位1 |
| 1968年  | マトラ  | アンリ・ペスカロロ             |     |     |     |     |     |     |     |     |     | Ret | DNS | 9   | 8        | 9位1 |
| 1968年  | マトラ  | ジャン＝ピエール・ベルトワーズ |     |     | Ret | 8   | 2   | 9   | Ret | Ret | 5   | Ret | Ret | Ret | 8        | 9位1 |
| Source: |         |                                |     |     |     |     |     |     |     |     |     |     |     |     |          |      |

1 1968年のコンストラクターズランキングでマトラ・フォードは3位（45ポイント）、マトラワークスは9位（8ポイント）。

## 参照
1. ↑  “マトラ・MS11”. StatsF1.com. 2015年1月27日閲覧。
2. ↑  Small, Steve (1994). The Guinness Complete Grand Prix Who's Who. Guinness. pp. 55 and 286. ISBN 0851127029